# Шишкин, Владимир Петрович
Владимир Петрович Шишкин (род. 2 февраля 1990, Екатеринбург) — российский волейболист, либеро команды «Динамо-ЛО».

## Спортивная карьера
Первым профессиональным клубом для Владимира Шишкина стал «Локомотив-Изумруд», в составе которого либеро провел шесть сезонов. После выступал за «Факел», с которым завоевал Кубок вызова-2017. Затем два сезона Шишкин отыграл в «Динамо-ЛО». 
В мае 2020 года стал игроком команды «Кузбасс».
В 2023 году вернулся в «Динамо-ЛО».